# Camanche North Shore
Camanche North Shore es un lugar designado por el censo ubicado en el condado de Amador en el estado estadounidense de California. En el año 2010 tenía una población de 979 habitantes.

## Geografía
Camanche North Shore se encuentra ubicado en las coordenadas 38°14′39″N 120°26′20″O / 38.24417, -120.43889.